# Alfonsina Orsini
Alfonsina Orsini (Napoli, 1472 – 7 febbraio 1520) è stata una nobildonna italiana, moglie di Piero de' Medici, detto il Fatuo, signore di Firenze.

## Biografia
Nata nel 1472, da Roberto Orsini e Caterina Sanseverino, fu un esponente della nobile famiglia Orsini, già imparentata con i Medici grazie al matrimonio tra Clarice Orsini e Lorenzo de' Medici. Nel 1488 venne data in sposa al futuro Signore di Firenze, Piero il Fatuo, figlio del Magnifico.
Divenne Signora consorte di Firenze nel 1492, ma lei e il marito regnarono sulla Signoria per soli due anni, per poi riparare a Roma. 
Nella Città eterna Alfonsina divenne proprietaria di palazzo Madama e fece costruire il vicino palazzo Lante in piazza dei Caprettari; dalla campagna di scavi, da lei patrocinata, furono ricavati i bassorilievi e le statue che nel Cinquecento erano visibili nei cortili di palazzo Madama. Il reperimento più importante, però, fu giudicato quello delle copie marmoree del Piccolo Donario, frutto di un ritrovamento casuale per il quale ella fu definita "la più fortunata donna che mai fusse (...) perché murando a certe monache una cantina vi hanno trovate sino a questo dì circa a cinque figure sì belle quanto ne sian altre in Roma. Sono di marmo di statura manco che naturale, et son tutti chi morti et chi vivi, pure separati".
Tra il 1517 ed il 1519 tornò a rivestire un ruolo di guida della Signoria fiorentina, in nome del figlio e fino alla morte di lui.
Morì il 7 febbraio del 1520 all'età di 48 anni.

## Discendenza
Dall'unione di Alfonsina e Piero nacquero almeno tre figli:
- Clarice de' Medici (14 settembre 1489-1528), sposò Filippo Strozzi;
- Lorenzo de' Medici (12 settembre 1492-1519), Duca di Urbino, padre di Caterina de' Medici, futura regina di Francia;
- Luisa de' Medici (n. febbraio 1494)